# Skigebiet Turnia

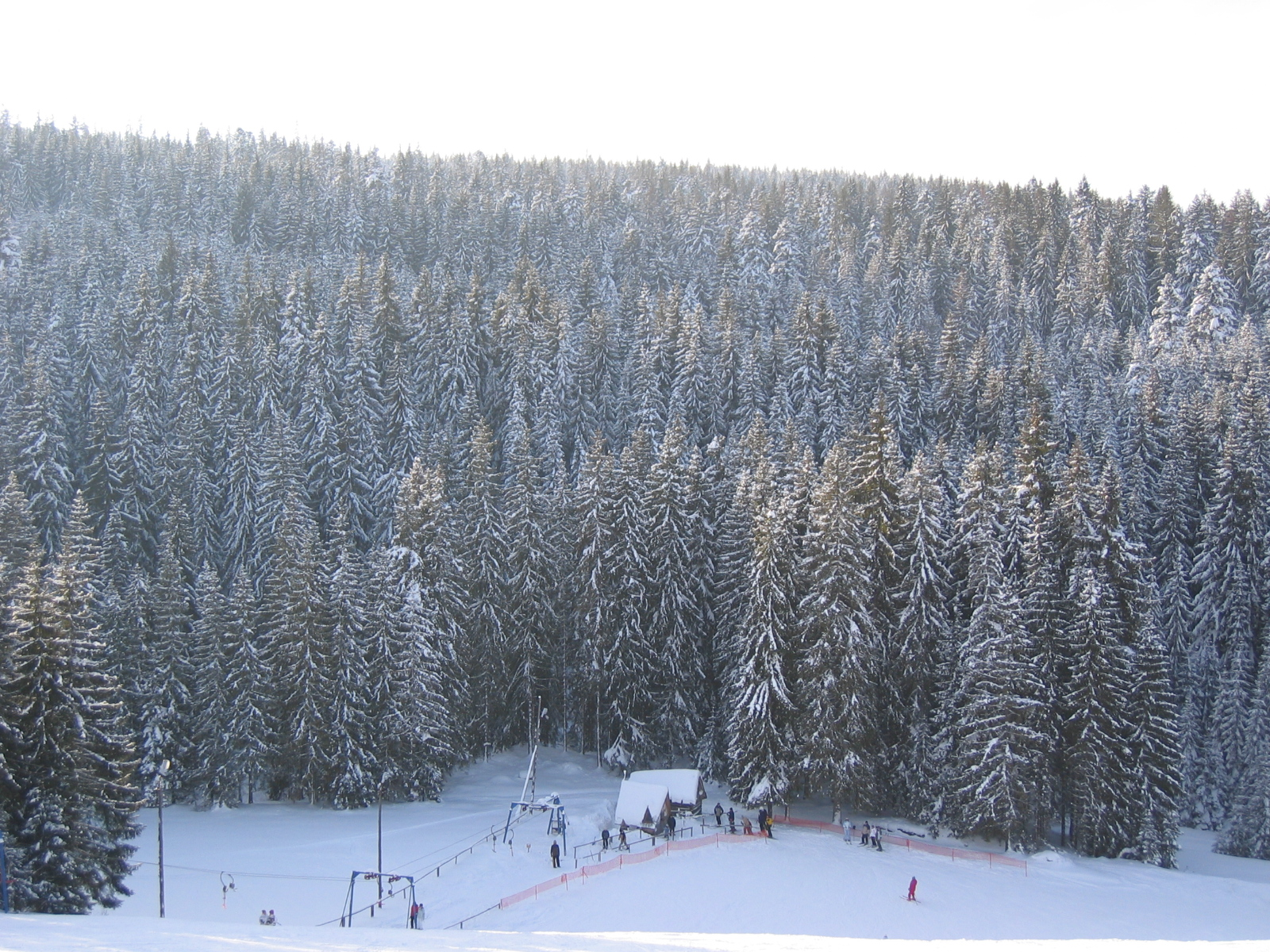
Untere Station

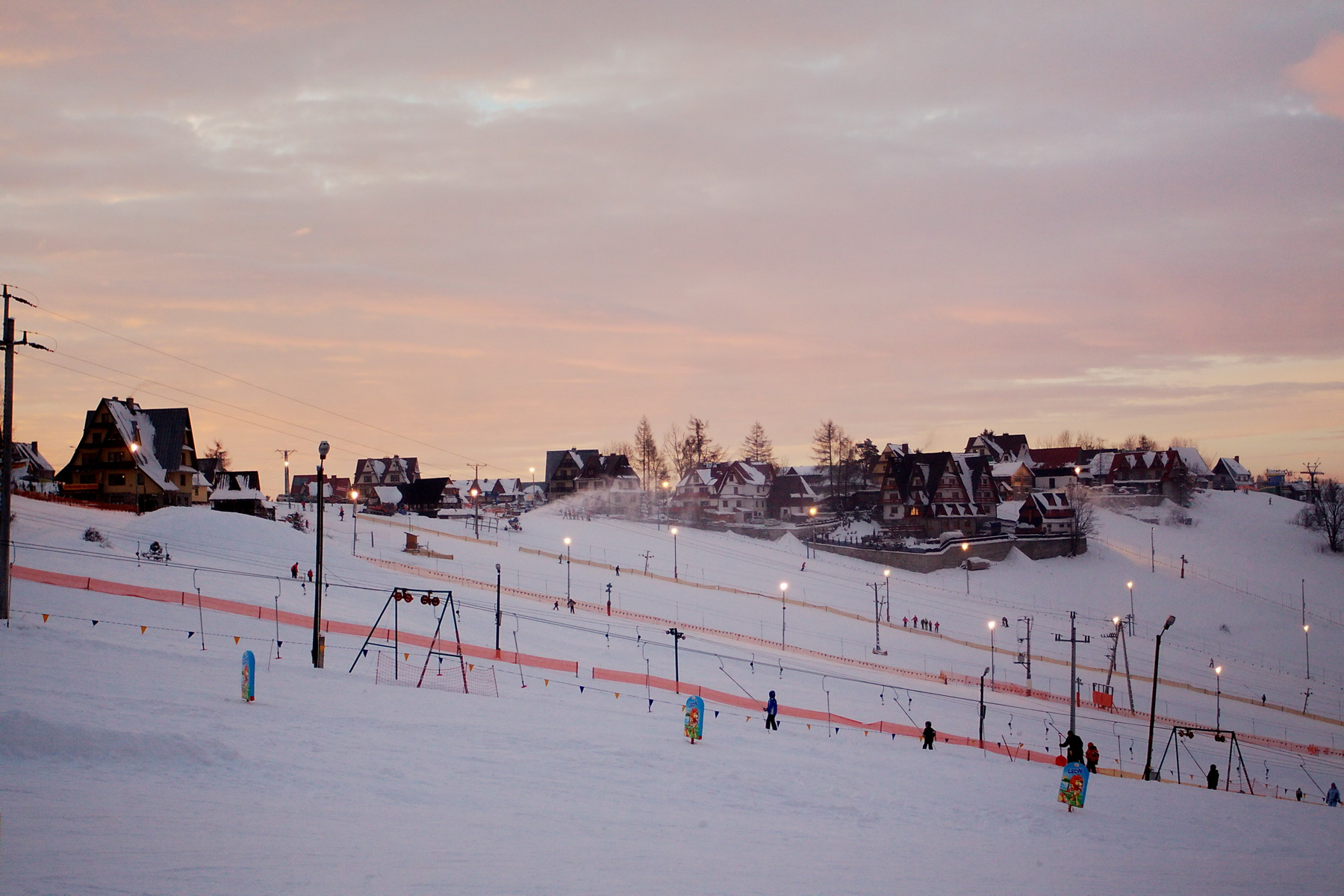
Tellerlifte

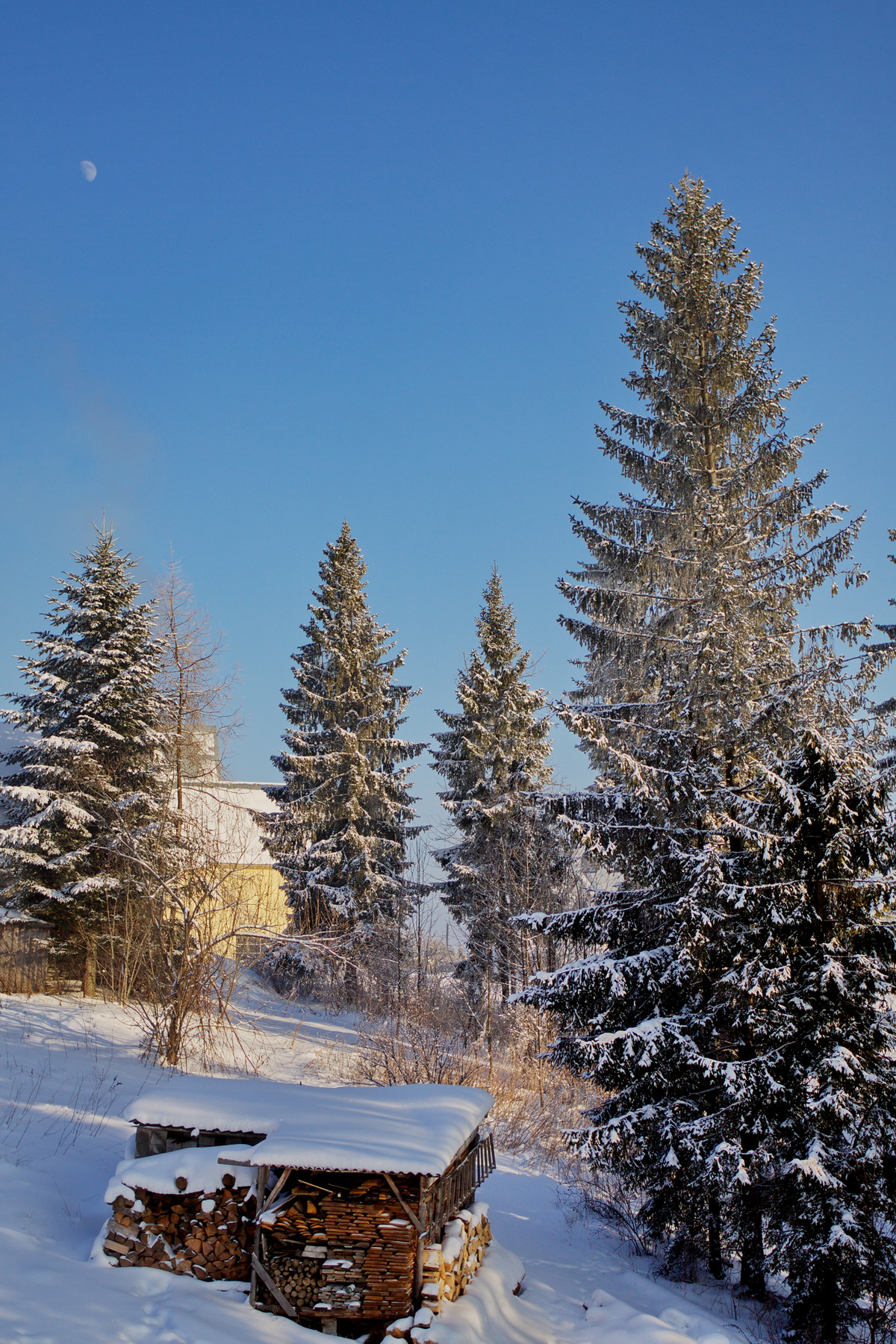
Hang im Winter

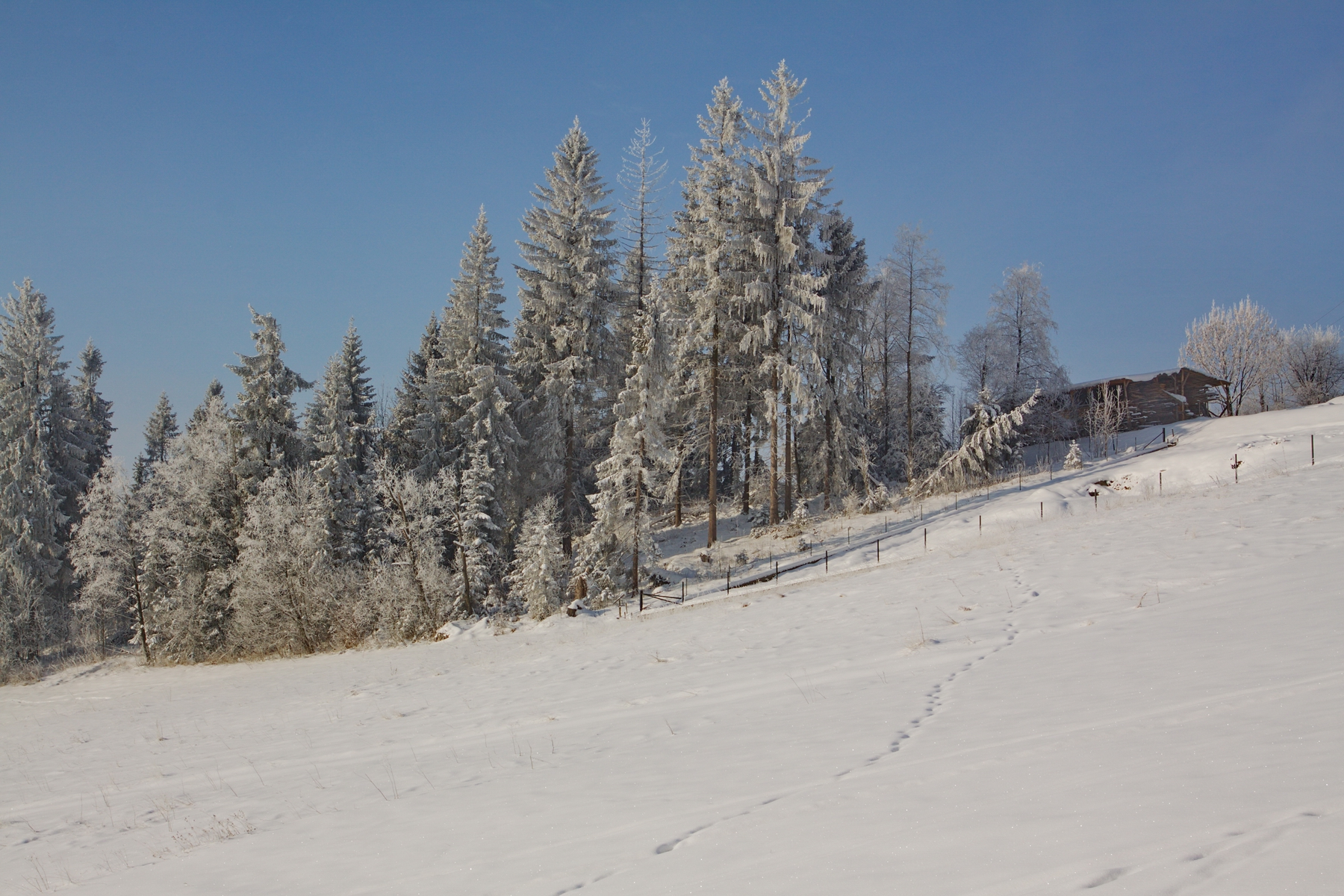
Hang im Winter

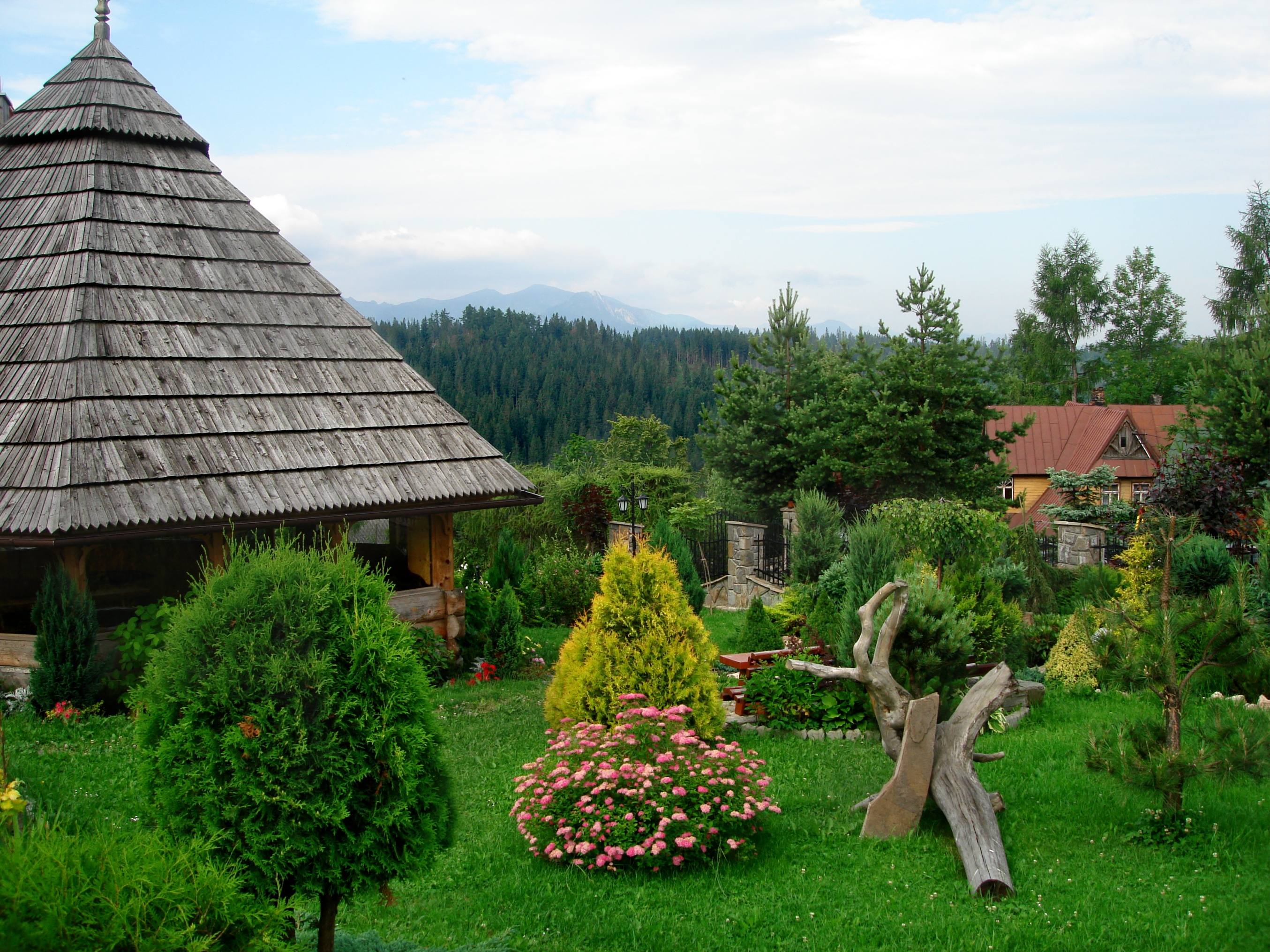
Hang im Sommer

Das Skigebiet Turnia liegt auf dem Gipfel und den Südhängen des Olczański Wierch in dem polnischen Gebirgszug Pogórze Bukowińskie auf dem Gemeindegebiet von Bukowina Tatrzańska im Powiat Tatrzański in der Woiwodschaft Kleinpolen. Es befindet sich außerhalb des Tatra-Nationalparks am Fuße der Hohen Tatra. Das Skigebiet wird von dem Unternehmen Turnia S.C. betrieben. Es gehört zu dem größeren Skipark Olczański.

## Lage
Das Skigebiet befindet sich auf einer Höhe von 855 m ü.N.N. bis 945 m ü.N.N. Der Höhenunterschied der Pisten beträgt ca. 90 m. Es gibt eine rote (schwierige) Piste. Die Gesamtlänge der Pisten umfasst ca. 0,5 km.

## Geschichte
Das Skigebiet wurde 2005 angelegt.

## Beschreibung

### Skilifte
Im Skigebiet gibt es einen Sessellift. Insgesamt können bis zu 1500 Personen pro Stunde befördert werden.

#### Skilifte Rusiń-ski
Der Skilift führt von Bukowina Tatrzańska bis knapp unter den Gipfel der Osiński Wierch.
| Name   | Art        | Hersteller | Breite Personen | Länge (m) | Zeit (min) | Höhenunterschied (m) | Personen pro Stunde | Obere Station | Obere Station | Untere Station | Untere Station | Vmax (m/s) |
| Name   | Art        | Hersteller | Breite Personen | Länge (m) | Zeit (min) | Höhenunterschied (m) | Personen pro Stunde | Ort           | Höhe (m üNN)  | Ort            | Höhe (m üNN)   | Vmax (m/s) |
| ------ | ---------- | ---------- | --------------- | --------- | ---------- | -------------------- | ------------------- | ------------- | ------------- | -------------- | -------------- | ---------- |
| Turnia | Sessellift |            | 2               | 400       |            | 90                   | 1500                | Obere Station | 945           | Untere Station | 855            |            |

### Skipisten
Von dem Osiński Wierch führt eine Skipiste ins Tal.
| Name | Schwierigkeit | Start         | Start        | Ziel           | Ziel         | Länge (m) | Höhenunterschied (m) | Neigung (%) | Licht | Kunstschnee | FIS    | FIS | Anmerkungen |
| Name | Schwierigkeit | Name          | Höhe (m üNN) | Name           | Höhe (m üNN) | Länge (m) | Höhenunterschied (m) | Neigung (%) | Licht | Kunstschnee | Nummer | bis | Anmerkungen |
| ---- | ------------- | ------------- | ------------ | -------------- | ------------ | --------- | -------------------- | ----------- | ----- | ----------- | ------ | --- | ----------- |
| 1    | rot           | Obere Station | 945          | Untere Station | 500          | 855       | 90                   |             | ja    | ja          |        |     |             |

## Infrastruktur
Das Skigebiet liegt ca. 10 km nordöstlich vom Zentrum von Zakopane und ist mit dem Pkw erreichbar. In der Nähe der oberen Station verläuft eine Gemeindestraße. Dort gibt es Parkplätze, eine Skischule und einen Skiverleih. Zum Skigebiet gehören auch mehrere Restaurants. Daneben befindet sich das kindergerechte Skigebiet Olczański mit elf Tellerliften, die jeweils ca. 400 m lang sind. Vier der Tellerlifte werden vom selben Skipass umfasst wie das Skigebiet Turnia.